# عملات تذكارية من الذهب والفضة باليورو (فنلندا)
العملات التذكارية الأوروبية الذهبية والفضية هي عملات يورو خاصة سكت وإصدرت من قبل الدول الأعضاء في منطقة اليورو بوجه أساسي من الذهب والفضة مع انها استخدمت معادن ثمينة أخرى أيضًا في مناسبات نادرة. كانت فنلندا واحدة من أول اثني عشر دولة في منطقة اليورو التي أدخلت اليورو (€) في الأول من يناير 2002. منذ ذلك الحين قامت شركة سك العملة الفنلندية المحدودة بسك إصدارات عادية من عملات اليورو الفنلندية المخصصة للتداول وعملات اليورو التذكارية من الذهب والفضة.
تتمتع هذه العملات المعدنية الخاصة مناقصة قانونية في فنلندا فقط على عكس الإصدارات العادية لعملات اليورو الفنلندية والتي تتمتع بمناقصة قانونية في كل دولة من دول منطقة اليورو. وهذا يعني أن العملات التذكارية المصنوعة من الذهب والفضة لا يمكن استخدامها كعملة في بلدان أخرى. وعلاوة على ذلك وبما أن قيمتها الذهبية تتجاوز عمومًا قيمتها الاسمية إلى حد كبير فإن هذه العملات المعدنية غير مخصصة للاستخدام كوسيلة للدفع على الإطلاق مع أن ذلك يظل ممكنًا. ولهذا السبب عادة ما يطلق عليها اسم عملات جامعي التحف.
تحتفل فنلندة بالعملات المعدنية بالذكرى السنوية للأحداث التاريخية أو تلفت الانتباه إلى الأحداث الجارية ذات الأهمية الخاصة. وتسك فنلندا أربعة من هذه العملات المعدنية في المتوسط سنويا من الذهب والفضة وتتراوح قيمتها الاسمية بين 5 إلى 100 يورو.

## الملخص
اعتبارًا من 2 أكتوبر 2008 قاموا بسك 26 نوعًا من العملات التذكارية الفنلندية: ثلاثة في عام 2002 وأربعة في عام 2003 وثلاثة في عام 2004 وأربعة في عام 2005 وخمسة في عام 2006 وأربعة في عام 2007 وأربعة في عام 2008 وواحد في عام 2009 حتى الآن. لا ينبغي الخلط بين هذه العملات التذكارية ذات القيمة العالية والعملات التذكارية بقيمة 2 يورو وهي عملات مخصصة للتداول ولها وضع المناقصة القانوني في جميع بلدان منطقة اليورو.
يوضح الجدول التالي عدد العملات المعدنية التي سكت سنويًا. في القسم الأول تجمع العملات المعدنية حسب المعدن المستخدم بينما في القسم الثاني تجمع حسب قيمتها الاسمية.
| السنة                                           | اصدار                |     | المعدن | المعدن | المعدن |     | القيمة الاسمية | القيمة الاسمية | القيمة الاسمية | القيمة الاسمية | القيمة الاسمية | القيمة الاسمية |
| السنة                                           | اصدار                | ذهب | فضة    | أخرى   | €100   | €50 | €20            | €10            | €5             |                |                |                |
| 2002                                            | 3                    | 1   | 2      | –      | 1      | –   | 2              | –              |                |                |                |                |
| 2003                                            | 4                    | 1   | 2      | 1      | –      | 1   | –              | 2              | 1              |                |                |                |
| 2004                                            | 3                    | 1   | 2      | –      | 1      | –   | 2              | –              |                |                |                |                |
| 2005                                            | 4                    | 1   | 2      | 1      | –      | 1   | 2              | 1              |                |                |                |                |
| 2006                                            | 5                    | 1   | 2      | –      | 1      | –   | 2              | 2              |                |                |                |                |
| 2007                                            | 4                    | 1   | 2      | 1      | –      | 2   | 1              |                |                |                |                |                |
| 2008                                            | 4                    | 1   | 2      | 1      | –      | 2   | 1              |                |                |                |                |                |
| 2009                                            | 1                    | –   | 1      | –      | 1      | –   |                |                |                |                |                |                |
| المجموع                                         | 28                   | 7   | 15     | 6      | 4      | 2   | 1              | 15             | 6              |                |                |                |
| \| Coins were minted \| No coins were minted \| |                      |     |        |        |        |     |                |                |                |                |                |                |
| Coins were minted                               | No coins were minted |     |        |        |        |     |                |                |                |                |                |                |

## عملات 2002
| | أول يورو ذهبي فنلندي                  |                                                  |                                                  |  |
| المصمم: تويفو جااتينين | المصمم: تويفو جااتينين                | دار سك العملة: دار سك العملة الفنلندية المحدودة. | دار سك العملة: دار سك العملة الفنلندية المحدودة. |  |
| القيمة: €100 | السبيكة: Au 900 (ذهب)                 | الكمية: 25,000                                   | الجودة: إثبات                                    |  |
| صادر في: 2002 | القطر: 22 مـم (0.87 بوصة)             | الوزن: 8.64 غ (0.30 أونصة؛ 0.28 ozt)             | القيمة السوقية: €295                             |  |
| وتسمى هذه العملة أيضًا ذهب التعدين في لابلاند. ويظهر على الوجه شلال في الغابة. وعلى الجانب الخلفي يمكن ملاحظة شمس منتصف الليل فوق بحيرة في لابلاند. |                                       |                                                  |                                                  |  |
| |                                       |                                                  |                                                  |  |
| | إلياس لونروت والفولكلور               |                                                  |                                                  |  |
| المصمم: بيرتي ماكينين | المصمم: بيرتي ماكينين                 | دار سك العملة: دار سك العملة الفنلندية المحدودة. | دار سك العملة: دار سك العملة الفنلندية المحدودة. |  |
| القيمة: €10 | السبيكة: Ag 925 (فضة)                 | الكمية: 40,000 40,000                            | الجودة: بي يو إثبات                              |  |
| صادر في: 2002 | القطر: 38.61 مـم (1.52 بوصة)          | الوزن: 27.4 غ (0.97 أونصة؛ 0.88 ozt)             | القيمة السوقية: €35-€45 €39.95                   |  |
| يصور الوجه شريطًا منسوجًا به نجوم أوروبا الاثني عشر. تعرض فنلندا بالفنلندية (سومي) والسويدية في الجزء السفلي من العملة، مع قيمة الوجه البالغة 10 يورو في الزاوية اليمنى العليا. وعلى الجانب الخلفي يمكن رؤية الريشة (كرمز للمؤلف) وتوقيع إلياس لونروت. كما يمكن ملاحظة الكلمة الفنلندية كانسانرونس (شعر الشعب) على هذا الجانب من العملة. |                                       |                                                  |                                                  |  |
| |                                       |                                                  |                                                  |  |
| | الذكرى الخمسين لدورة هلسنكي الأولمبية |                                                  |                                                  |  |
| المصمم: إركي فاينيو وهانو فيجالاينن | المصمم: إركي فاينيو وهانو فيجالاينن   | دار سك العملة: دار سك العملة الفنلندية المحدودة. | دار سك العملة: دار سك العملة الفنلندية المحدودة. |  |
| القيمة: €10 | السبيكة: Ag 925 (فضة)                 | الكمية: 10,000 34,800                            | الجودة: بي يو إثبات                              |  |
| صادر في: 2002 | القطر: 38.61 مـم (1.52 بوصة)          | الوزن: 27.4 غ (0.97 أونصة؛ 0.88 ozt)             | القيمة السوقية: €44.95                           |  |
| وفي الوجه يمكن رؤية الشعلة الأولمبية فوق الأرض. علماً بأن فنلندا هي الدولة الوحيدة التي سلط الضوء عليها على وجه الأرض، كممثل للدولة المضيفة لهذه الألعاب. وعلى الجانب الخلفي يمكن رؤية منظر لاستاد هلسنكي الأولمبي. أما على اليمين فتظهر العملة التذكارية من فئة ال500 ماركا الصادرة عام 1952 احتفالاً بهذه المناسبة.                    |                                       |                                                  |                                                  |  |

## عملات 2003
| | بطولة العالم لهوكي الجليد 2003                                               |                                                  |                                                  |  |
| المصمم: بيرتي ماكينين | المصمم: بيرتي ماكينين                                                        | دار سك العملة: دار سك العملة الفنلندية المحدودة. | دار سك العملة: دار سك العملة الفنلندية المحدودة. |  |
| القيمة: €5 | السبيكة: القرص: النحاس (النحاس) والنيكل (النيكل) الخاتم: الألومنيوم والبرونز | الكمية: 150,000                                  | النوعية: عملة تصنيف                              |  |
| اصدرت: 2003 | القطر: 35 مـم (1.38 بوصة)                                                    | الوزن: 20.2 غ (0.71 أونصة؛ 0.65 ozt)             | القيمة الاسمية: €25                              |  |
| في الوجه الأمامي للعملة يمكن رؤية منظر بحيرة مع ثلاث أشجار. كما صورت فنلندا باللغتين الفنلندية والسويدية مع القيمة الاسمية 5 يورو في الجزء السفلي من العملة. وعلى الوجه الخلفي يمكن رؤية ثلاث عصي هوكي الجليد مع قرص. لاحظ عدد العناصر (ثلاثة) المتكرر مرتين على جانبي العملة كتمثيل للسنة التي سكت هذه العملة فيها.           |                                                                              |                                                  |                                                  |  |
| |                                                                              |                                                  |                                                  |  |
| | الفن النقدي الفنلندي                                                         |                                                  |                                                  |  |
| المصمم: ماتي بيلتوكانجاس | المصمم: ماتي بيلتوكانجاس                                                     | دار سك العملة: دار سك العملة الفنلندية المحدودة. | دار سك العملة: دار سك العملة الفنلندية المحدودة. |  |
| القيمة: €50 | السبيكة: قرص: Au 750 (ذهب) حلقة: Ag 925 (فضة)                                | الكمية: 10,600                                   | الجودة: إثبات                                    |  |
| صادر في: 2003 | القطر: 27.25 مـم (1.07 بوصة)                                                 | الوزن: 12.8 غ (0.45 أونصة؛ 0.41 ozt)             | القيمة السوقية: €250-€290                        |  |
| ترمز ندفة الثلج الموجودة على جانبي العملة إلى الموقع الشمالي للبلاد، حيث تمتد التصاميم من القلب الذهبي إلى الحلقة الفضية. وتُعد الخرزات الموجودة حول الحدود عنصرًا تصميميًا تقليديًا في فن النقود الفنلندي، ويعود تاريخها إلى العملات الذهبية لعام 1878. يتميز الجانب الخلفي بتصميم آخر من ندفة الثلج المحاطة بالخرز.              |                                                                              |                                                  |                                                  |  |
| |                                                                              |                                                  |                                                  |  |
| | أندرس تشيدينيوس                                                              |                                                  |                                                  |  |
| المصمم: تيرو لوناس | المصمم: تيرو لوناس                                                           | دار سك العملة: دار سك العملة الفنلندية المحدودة. | دار سك العملة: دار سك العملة الفنلندية المحدودة. |  |
| القيمة: €10 | السبيكة: Ag 925 (فضة)                                                        | الكمية: 30,000                                   | الجودة: بي يو إثبات                              |  |
| صادر في: 26 فبراير 2003 | القطر: 38.60 مـم (1.52 بوصة)                                                 | الوزن: 27.40 غ (0.97 أونصة؛ 0.88 ozt)            | القيمة السوقية: €33-€65 €38.95                   |  |
| سكت هذه العملة التذكارية تكريمًا لأعمال حياة أندرس تشيدينيوس. شهد عام 2003 الذكرى المئوية الثانية لوفاة تشيدينيوس والذي خدم -من بين أمور أخرى- كاهنًا واقتصاديًا وعضوًا في البرلمان. يحتوي الوجه على كتاب مفتوح يشير إلى منشورات تشيدينيوس العديدة والكتاب المقدس. ويمكن رؤية قرية تقليدية بها كنيسة ومباني أخرى في الجهة الخلفية. |                                                                              |                                                  |                                                  |  |
| |                                                                              |                                                  |                                                  |  |
| | مانرهايم وسانت بطرسبرغ                                                       |                                                  |                                                  |  |
| المصمم: أنيلي سيبيلينن | المصمم: أنيلي سيبيلينن                                                       | دار سك العملة: دار سك العملة الفنلندية المحدودة. | دار سك العملة: دار سك العملة الفنلندية المحدودة. |  |
| القيمة: €10 | السبيكة: Ag 925 (فضة)                                                        | الكمية: 7,100 27,900                             | الجودة: بي يو إثبات                              |  |
| صادر في: 2003 | القطر: 39.60 مـم (1.56 بوصة)                                                 | الوزن: 27.40 غ (0.97 أونصة؛ 0.88 ozt)            | القيمة السوقية: €33-€69 €40-€65                  |  |
| يحتوي وجه العملة على صورة للمارشال كارل غوستاف إميل مانرهايم. يُظهر الجزء الخلفي من العملة منظرًا لسانت بطرسبرغ، مع قلعة بطرس وبولس وأبراجها الثلاثة. يمكن رؤية الكلمات "سانت بطرسبرغ 1703-2003" على العملة المعدنية. |                                                                              |                                                  |                                                  |  |

## عملة 2009
| | فريدريك باسيوس              |                                                  |                                                  |
| المصمم: بيرتي ماكينين | المصمم: بيرتي ماكينين       | دار سك العملة: دار سك العملة الفنلندية المحدودة. | دار سك العملة: دار سك العملة الفنلندية المحدودة. |
| القيمة: 10 يورو | سبيكة: Ag 925 (فضة)         | الكمية: 7000 28000                               | الجودة: بو إثبات                                 |
| صدر في: 2009 | القطر: 38.6 مـم (1.52 بوصة) | الوزن: 25.5 غ (0.90 أونصة؛ 0.82 ozt)             | القيمة السوقية: غير متاح                         |
| كان فريدريش باسيوس ملحنًا وقائدًا موسيقيًا ألمانيًا عاش معظم حياته في فنلندا. ولقد سمي بـ"أبو الموسيقى الفنلندية". عين باسيوس مدرسًا للموسيقى في جامعة هلسنكي في عام 1834. وهناك أسس جمعية موسيقية وجوقة طلابية وأوركسترا. أما في عام 1848 فقد كتب باسيوس الموسيقى لقصيدة فارت لاند للشاعر يوهان لودفيج رونيبيرج والتي أصبحت النشيد الوطني لفنلندا. واستخدمت موسيقى باسيوس أيضًا في النشيد الوطني الإستوني ميو إساما ميو أون يا روم والنشيد الوطني الليفوني مين إيزامو، مين سينديمو. كما قام أيضًا بتأليف كونغ كارلس جاكت (صيد الملك تشارلز) والتي كانت أول أوبرا فنلندية. يحتفل هذا العدد بالذكرى الـ200 لميلاده. يتكامل وجه العملة المعدنية وظهرها مع بعضهما البعض، حيث يشكلان نغمات موسيقية منمقة تطفو في ما يعكس منظرًا لمسرح. هذه هي العملة المعدنية الفنلندية الخامسة لهواة الجمع في سلسلة يوروستار التي تحمل علامة دار سك العملة الأوروبية الشاملة. |                             |                                                  |                                                  |